# ペスカタリアニズム
ペスカタリアニズム（pescatarianism、[ˌpɛskəˈtɛəriənɪzəm]）またはペスクタリアニズム（pescetarianism）は、菜食主義に魚介類を加えた食事法である。
ペスカタリアンという用語は、1884年にベジタリアン協会と同様の食事の原則を実践している人々として初めて説明された。 21世紀においては、ベジタリアン協会は、ペスカタリアニズムを完全な菜食主義とは認めず、準菜食主義に分類している。

## 魚介類の痛覚

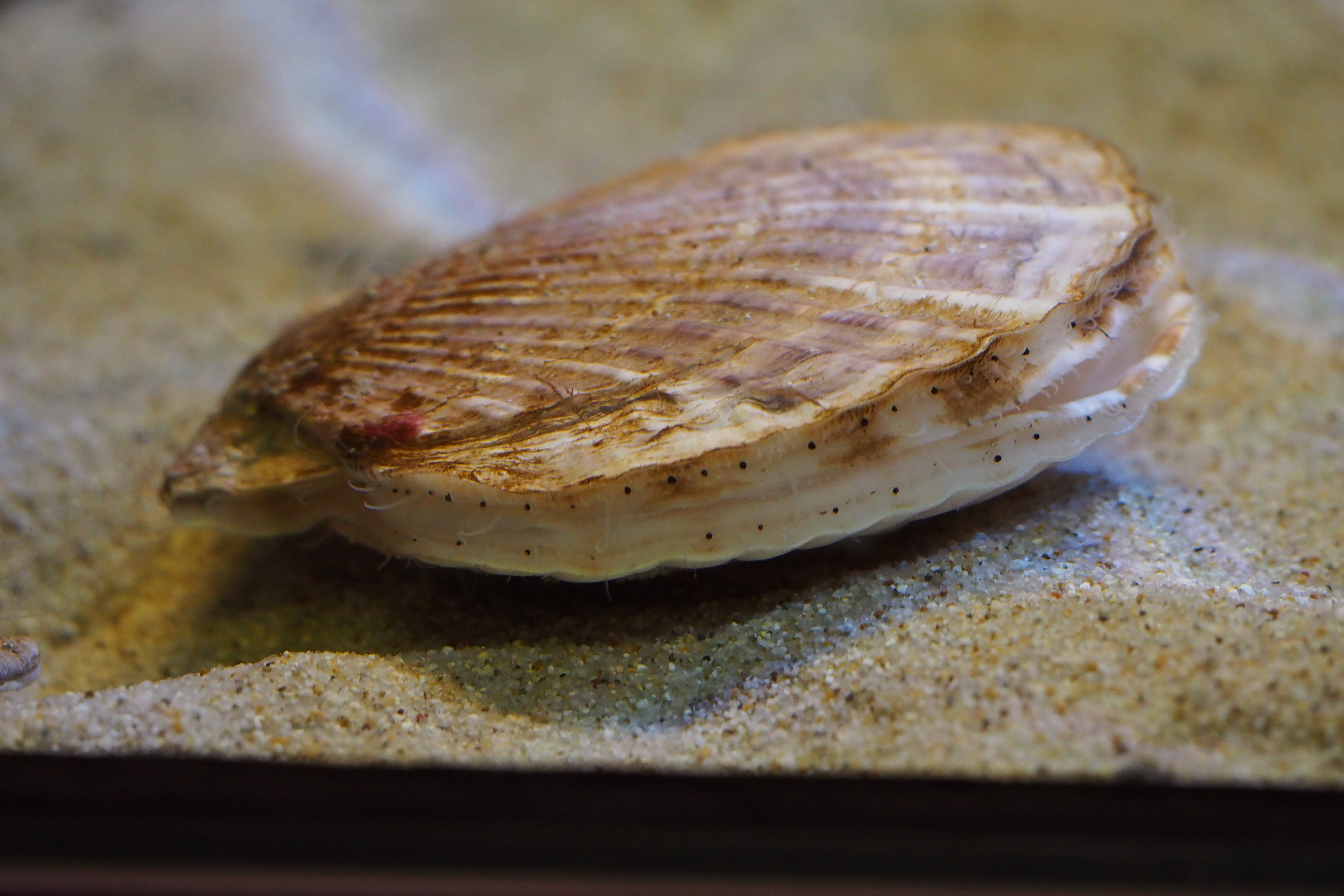
ホタテガイ

動物に苦痛を与えないという立場からベジタリアニズムを実践する場合、魚介類が苦痛を感じているかどうかが重要な焦点となる。
科学的な見地から見ると、魚類の脳には動物に痛みを感じさせる機能領域が存在する。さらに、魚類には人間と同様の侵害受容器があり、この受容器から痛みの信号が脳に伝達されることで、魚類も痛みを感じることが実証されている。
また、タコやイカなどの頭足類とエビやカニなどの十脚甲殻類は、苦痛の感覚性があると科学的に証明されている
。
一方、貝類では、痛みを感じるか否かを、完全には証明できていない。

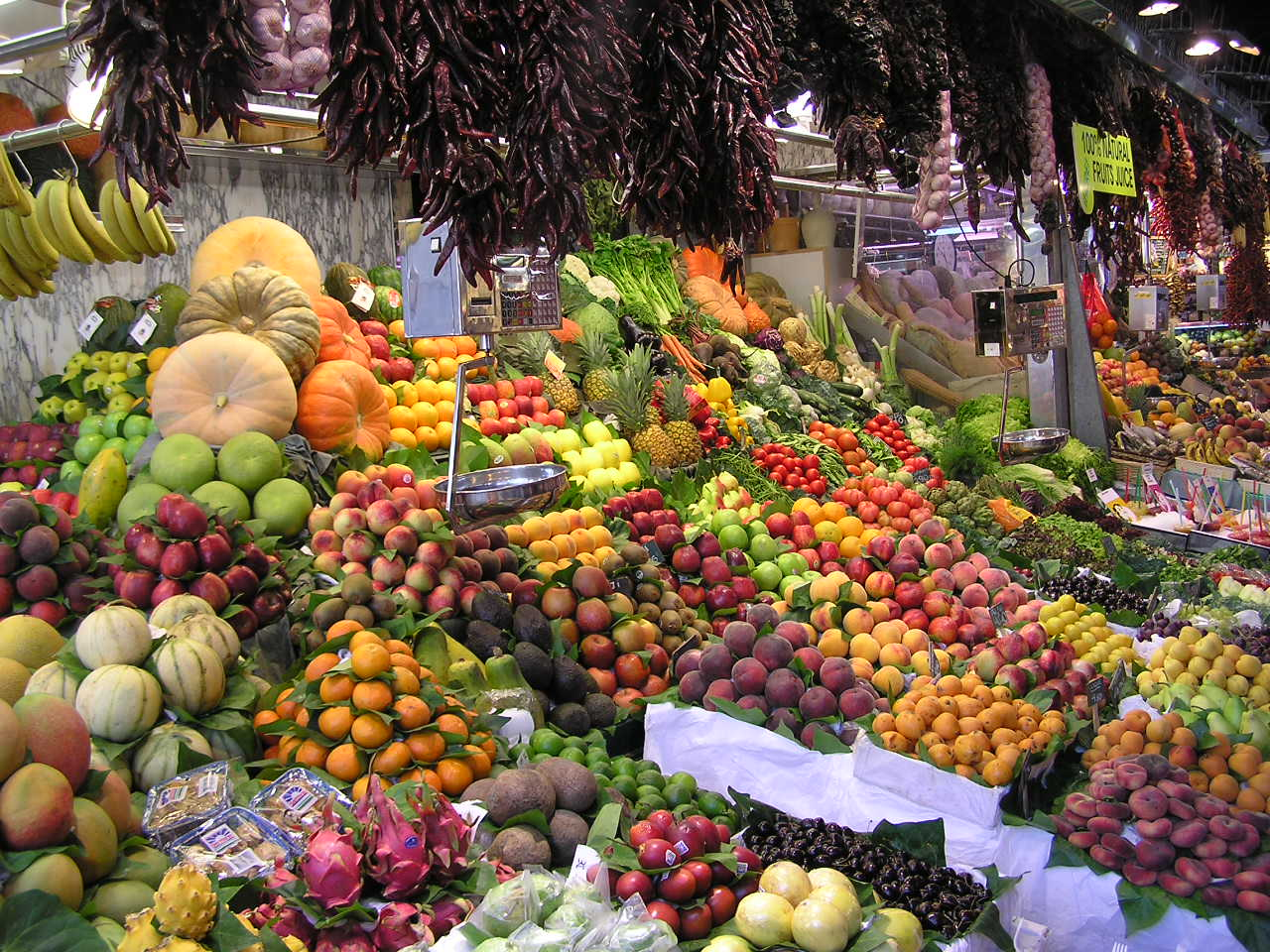
新鮮な植物性食品、農産物は、ペスカタリアンの食事の大半を占める。
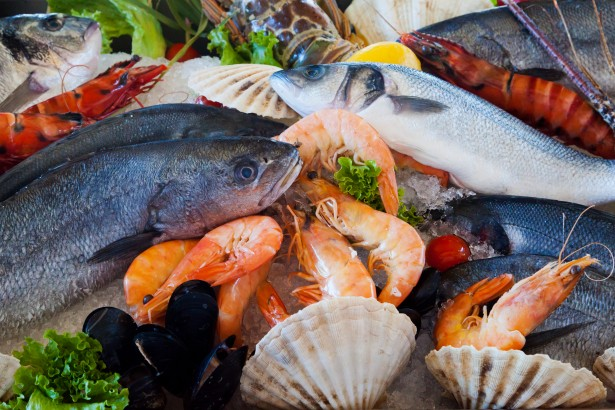
魚介類はペスカタリアン食に含まれる。

## 動機

### 動物福祉、動物愛護
魚介類は哺乳類や他の四肢動物のような動物とは異なり、恐怖、痛み、苦しみを表出しないため、ぺスカタリアン主義を倫理的な選択であるとする場合がある   。実際には、科学的な観点では、魚の脳には痛みを感じさせる機能領域が存在する。 そして、魚類には人間と同様の痛覚受容体があり、そこから脳に痛覚信号が送られ、魚類が痛みを感じるという研究結果がある。賛否両論がある 。
ぺスカタリアンの中には、菜食主義への移行期間とする人もいる。一方で、植物からは摂取できない栄養素を摂取するために、倫理的な妥協点として魚介類を食べている人もいる。

### 持続可能性と環境保護
ぺスカタリアンなどの動物性食品を控える人は「緑の政治」に参加し、食糧の持続可能性と環境保護に配慮する傾向がある 。食生活を通じてCO2排出量を減らしたいという動機の場合もある 。
2017年の国連食糧農業機関（FAO）の報告によると、世界の温室効果ガス（GHG）の総排出量のうち、畜産分野は14.5%を占めている。
2014年の温室効果ガス排出量の分析で、ぺスカタリアン食の食生活は雑食の食生活に比べて排出量が45%削減されることが推定された 。イギリス居住者の調査で、肉食者の食事による温室効果ガス排出量はぺスカタリアン食よりも約50％高いことが判明した 。 温室効果ガス排出量、土地利用、エネルギー需要を評価した場合、雑食の食事と比較して、ぺスカタリアンの食事は環境への影響が64％少ない。
2018年の日本の研究で、ぺスカタリアン食によって日本人の食事窒素フットプリントを削減できることが分かった。 魚介類は、赤身の肉や鶏肉に比べて、一次、小売、消費者レベルでの食品廃棄が著しく少ないため、食品ロスを削減できる。さらに、節水も動機となる。多国籍研究で、従来の食事をぺスカタリアン食にすると、水フットプリントを33％から55％削減できることが分かった。

### 健康
ぺスカタリアン主義を採用する理由は、健康に関連したものがある。ぺスカタリアン食や地中海食は、心血管疾患のリスクが低下する 。 ぺスカタリアン食は糖尿病 、体重増加 、全死亡率への影響についての研究が行われている。一方で、水銀やポリ塩化ビフェニル（PCB）などの毒素を含む魚の摂取よる健康リスクの懸念はあるが、水銀を含む魚の摂取を控えることはできる 。 
2019年の英国の研究によると、ペスカタリアンは肉食者よりも虚血性心疾患のリスクが13%低く、脳卒中のリスクに変化はなかった。これは、魚に含まれるオメガ-3脂肪酸が心血管疾患予防に寄与しているためと考えられている。また、ベジタリアンは肉食者に比べて虚血性心疾患のリスクが22%低い一方、脳卒中のリスクは約20%高く、特に出血性脳卒中のリスクは34%高い。

### 宗教、人道
2018年の世界的な調査によると、ぺスカタリアン、菜食主義者などの大多数（87%）は、食品の選択は倫理的懸念、環境への影響、社会的責任などに影響されていると報告している。また、宗教的または人道的な理由などの倫理的な懸念によって動機付けられる場合がある。 食糧不安の人間が消費するタンパク質源は、濾過摂食動物や野生の魚では無駄にならない。